# 김봉성
김봉성(한국 한자: 金峯成, 1962년 11월 28일 ~ )은 대한민국의 전 축구 선수이며, 포지션은 공격수였다.